# 魏捍东
魏捍东（1963年12月—），男，江苏沭阳人，中国政治人物。现任国家消防救援局副局长。

## 生平
历任公安部消防局作战训练处副处长、处长，2015年任河北省公安消防总队总队长。2017年调任公安部消防局副局长（副军职）。曾参加过央视“2.9”大火、大连“7.16”大火、天津“8.12”大爆炸等火灾现场组织指挥和事故调查工作。
2018年11月获授助理总监消防救援衔。2019年任应急管理部消防救援局副局长。